# Historia Iławy
Historia Iławy – dzieje Iławy, miasta lokowanego w 1305 roku przez komtura krzyżackiego Sieghonda von Schwarzburga. 

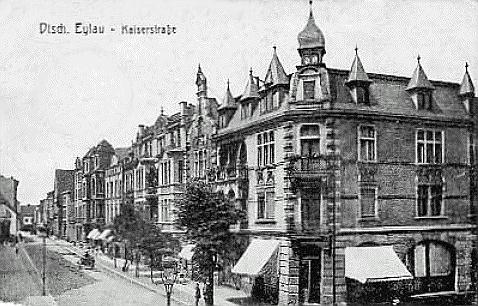
Iława w roku 1910

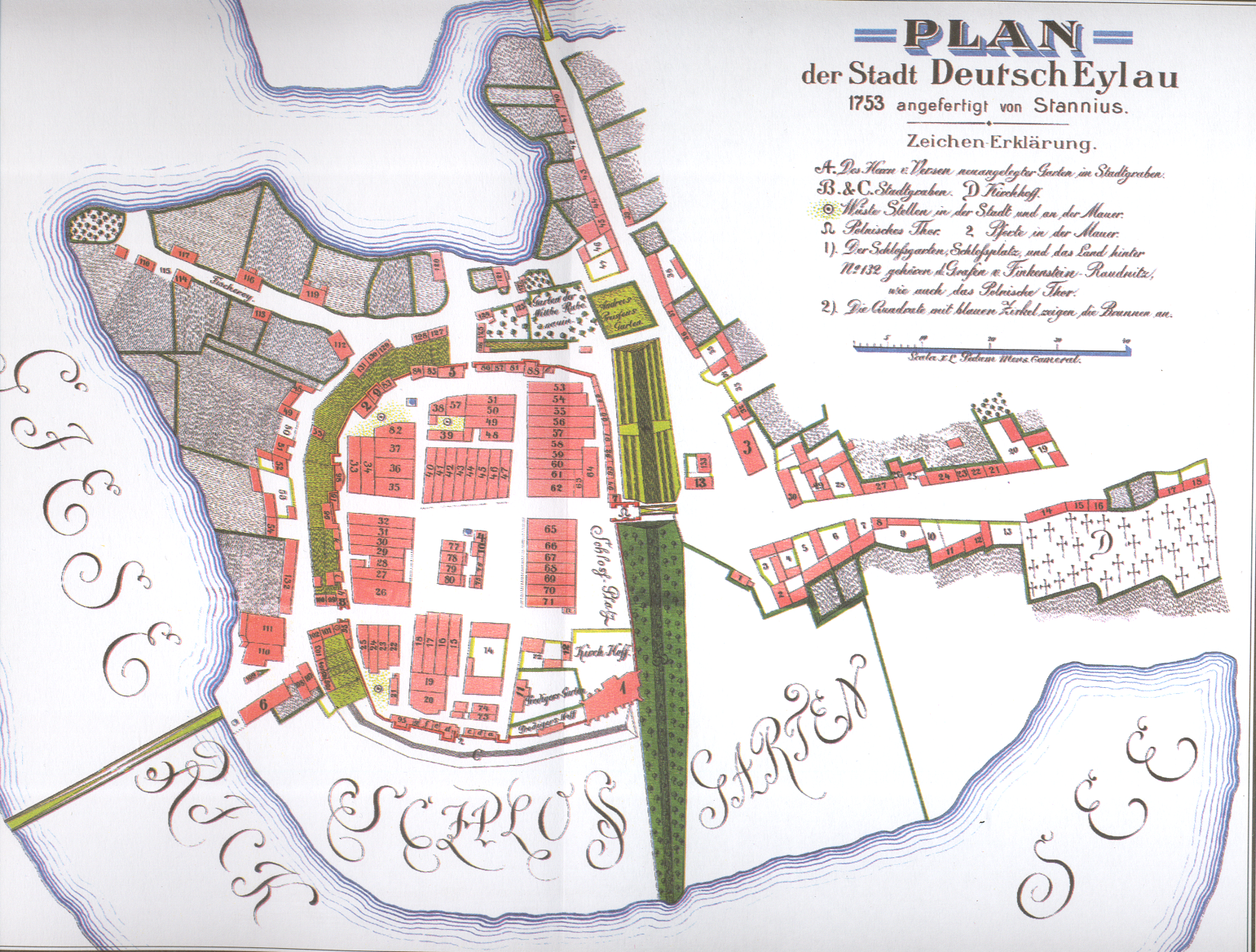
Plan Iławy z 1753 r.

## Pierwsze wzmianki
Najwcześniej umocnionym miejscem w okolicy dzisiejszej Iławy był słowiański gród nad Jeziorem Silm koło wsi Kamionka położony przy drodze z Ziemi chełmińskiej do Pomezanii. Pierwsze wzmianki o ziemiach, na których leży Iława sięgają roku 1226, kiedy Konrad I mazowiecki wydał dokument, zapowiadający przybycie Krzyżaków na te tereny. Mieli oni chrystianizować pogan, którzy władali także terenami, na których obecnie leży Iława. Po opanowaniu przez Krzyżaków i podboju Prus w 1283 obszar ten objęty został akcją kolonizacyjną.
Miasto założył komtur krzyżacki Sieghard von Schwarzburg w 1305. W tym samym roku Iława otrzymała prawa miejskie. Położenie geograficzne (teren otoczony wodami, więc łatwy w obronie) oraz ulokowanie miasta w miejscu dawnej staropruskiej osady rybackiej zdecydowały o lokalizacji miasta w tym miejscu. Iława znajdowała się na terytoium krainy Prusy Górne.

## Dokumenty lokacyjne
Pierwszy dokument lokacyjny miasta wydany przez Siegharda von Schwarzburg w 1305 r. zaginął, zachowały się jedynie jego ponowienia z 11 czerwca 1317 oraz 10 kwietnia 1333. Także w 1317 Luther von Braunschweig wystawił nowy przywilej. Von Braunschweig został później wielkim mistrzem zakonu krzyżackiego, a sam dokument przyniósł wiele szczegółowych informacji. Mówił on m.in. o tym, że mieszczanie otrzymali nadane im wolności na zasadach prawa chełmińskiego. Wolności te obejmowały obszar od dębu przy Jeziorze Iławskim wzdłuż granic wsi Dziarny do sosny przy drodze z Iławy do Radomna niedaleko jeziora Łabędko, następnie doliną do dębu przy wsi Wikielec, stąd na prawo do dębu przy Jezioraku, a dalej jego brzegiem do rzeki Iławki, stamtąd w dół do młyna.
Przywilej ten był tylko uzupełnieniem wcześniejszego dokumentu, natomiast inaczej było z dokumentem z 1333, w którym nastąpiło uzupełnienie przywilejów, a którego wystawcą był wielki szatny zakonny oraz komtur dzierzgoński Günter von Schwarzburg. W latach 1362–1363 rozwój Iławy zahamowała zaraza, która zdziesiątkowała mieszkańców miasta.

## Architektura miasta

Okolice Małego Jezioraka, u góry widoczne Stare Miasto, a na dole Gajerek

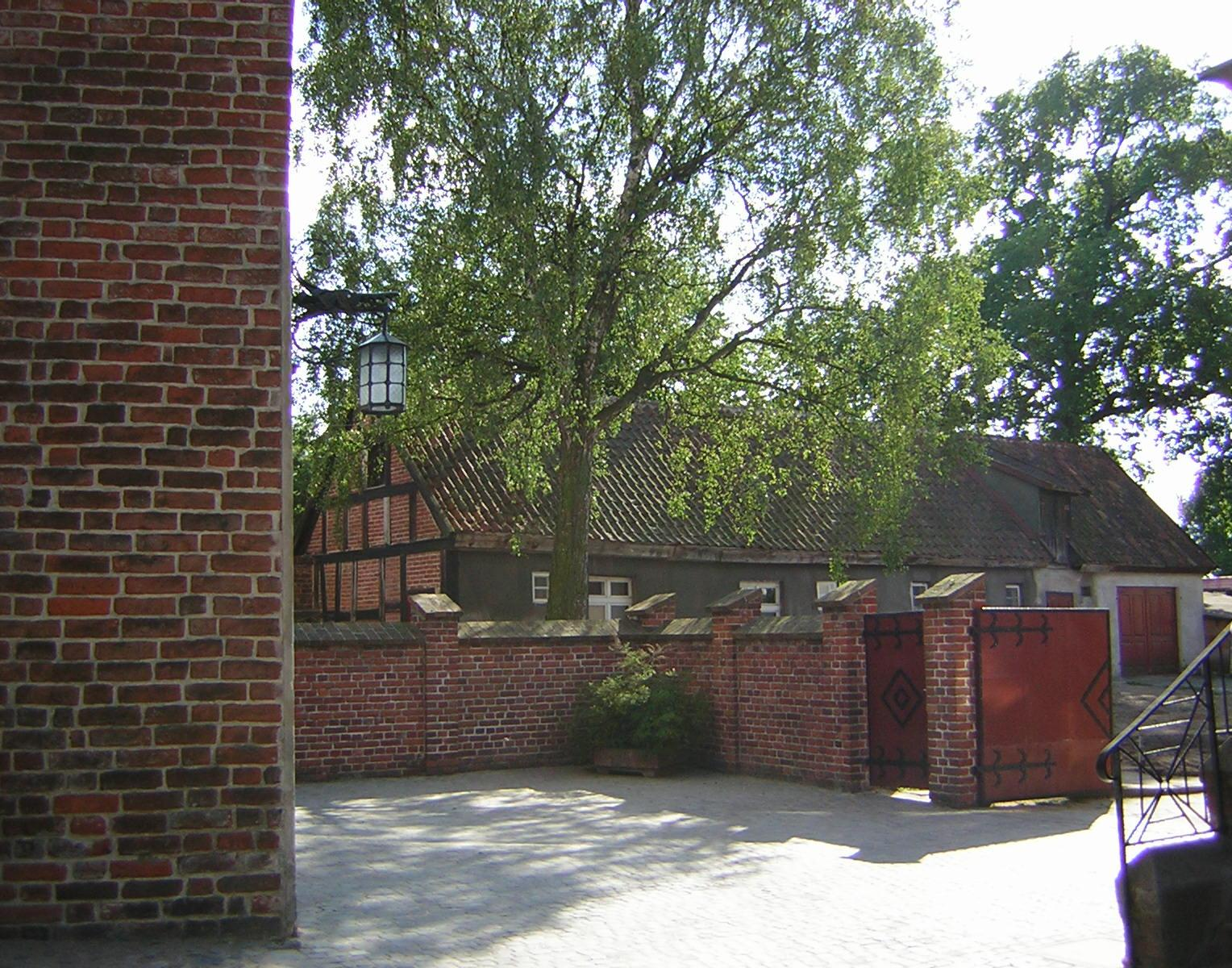
XVII-wieczna plebania przy kościele pw. Przemienienia Pańskiego

Iława w średniowieczu miała kształt prostokąta, wydłużonego w kierunku południowym, o lekko spłaszczonych kątach w kierunku północno- i południowo-zachodnim. Jeszcze w XIV wieku została otoczona murami obronnymi z wieżami o kamiennych fundamentach. Do miasta prowadziły bramy, od wschodu tzw. Lubawska lub Polska, od zachodu tzw. Prabucka (15 stóp szerokości i 18 długości). Nad tą ostatnią znajdowało się więzienie. Od północy fortyfikacje wzmacniała wieża bramna, zwana Bramą Wodną lub Furtą. W południowo-wschodniej części miasta usytuowano kościół, który został wkomponowany w mury obronne jako część fortyfikacji miejskich. Mury zostały zabezpieczone fosą, najszerszą z kierunku wschodniego, bowiem pozostałe dodatkowo chroniły naturalne wody Jezioraka i Iławki. Kościół zajmował szczyt wzgórza, na którym rozłożyło się miasto, górując nad całością osady. Do niego przylegał zapewne od północy cmentarz, a od zachodu plebania. W centrum miasta znajdował się rynek w kształcie nieregularnego kwadratu (60 x 65 m) z ratuszem pośrodku, z wieżą od południa. W niewielkim oddaleniu usytuowano budynek wagi oraz kramy. Ulice wychodziły z rynku pod kątem prostym, dzieląc miasto na 8 części, sam rynek stanowił część dziewiątą. Główne ulice kierowały się do wspomnianych bram, przy murach zaś rozciągała się wewnętrzna ulica okólna. Ważną rolę odgrywał drewniany most nad Jeziorakiem (zwany Długim), wspomniany dopiero w 1520 roku, ale musiał istnieć od dawna, skoro wymagał wówczas naprawy. Drugi most przerzucony był przez Iławkę i zwano go Krótkim Mostem. Na północ od ratusza znajdowała się studnia, druga zaś w północno-zachodnim krańcu miasta, trzecia natomiast zaopatrywała siedzibę krzyżacką.
Na południe od Bramy Lubawskiej przy murach w kierunku kościoła znajdował się dwór urzędników krzyżackich. Przypuszczalnie dochodził on do wieży kościoła, z którym łączyło go przejście na wysokości pierwszego piętra. Budynek ten prócz siedziby dla urzędnika, posiadał izbę reprezentacyjną („izba komtura”), piwnice i strych oraz zabudowania gospodarcze. Piwnice i strych pełniły rolę składu, znajdowały się tam beczki z piwem (w 1438 r. 10 beczek piwa miejscowego i 1 gdańskiego), solą oraz zboże i inne przedmioty jak wanny, kany itp. W zabudowaniach gospodarczych znajdowały się zwierzęta hodowlane, np. w 1397 r. – 9 krów, 29 owiec, 7 świń i 2 konie. Dane liczbowe świadczą, że rzeczywiście był to niewielki rozmiarami zespół budowlany, choć od początku murowany, wyróżniał się wraz z kościołem od innych budynków w mieście. Najpewniej dwór ten posiadał kształt czworoboku o skrzydłach południowym i północnym, względem siebie równoległych. Dachy sięgające prezbiterium kościoła były strome, dwuspadowe. Ponadto całość uzupełniał dziedziniec oraz prawdopodobnie osobne wejście przez mury.
Domy w mieście były natomiast drewniane o dachach krytych słomą, niektóre z podcieniami, ulice niczym nie umocnione, nocą nie oświetlone. Młyny usytuowano poza miastem, jeden w pobliżu, nad Iławką, drugi dalej przy Dziarnówku. Iława posiadała też przedmieścia o nieregularnej zabudowie, głównie w kierunku północno-wschodnim, między Iławką, murami miejskimi a Jeziorakiem. Nawet wzmocniono je dodatkową fosą pomiędzy Iławką a Jeziorakiem. Tutaj znajdował się zapewne klasztor (w XIV w. zwany „Marienkloster” lub „Nonnenkloster”), który być może spełniał również funkcje szpitalne. Poza tym znajdowały się tutaj najpewniej karczmy oraz mieszkania uboższych mieszkańców.
Miasto prócz obszaru w obrębie murów otrzymywało jeszcze dodatkowe nadania ziemskie. Z przywileju z 1317 r. wiemy, że nadano Iławie nie wymierzony, ale dokładnie określony obszar tzw. wolności miejskich. Był to obszar do wspólnego wykorzystania przez gminę miejską, od którego nie trzeba było wnosić opłat. Najczęściej wykorzystywano go jako ogrody, łąki lub pastwiska. Według podanych granic można wnosić, że obszar ten liczył nawet kilkadziesiąt łanów. Z tego terytorium wydzielono jednak 4 morgi na potrzeby młyna krzyżackiego, tyleż dla sołtysa iławskiego oraz l morgę na potrzeby łaźni miejskiej. Według przywileju z 1333 r. na wolności miejskie nałożono jednak obowiązek wnoszenia opłat, prawdopodobnie wynikało to z faktu podziału tych wolności pomiędzy poszczególnych mieszczan, jako że odnośne opłaty miały być wnoszone od 3 pługów. Termin pług oznaczał miarę powierzchni (4 łany), ale częściej stosowano go jako jednostkę gospodarczo-podatkową w znaczeniu jednego gospodarstwa bez względu na wielkość. Obowiązek rocznej opłaty wynosił więc 3 korce żyta, tyleż pszenicy i l wiardunek od 3 gospodarstw lub 12 łanów. Tutaj też musiały być zlokalizowane ogrody poszczególnych mieszczan, zapewne w części najbliższej murów miejskich. Według późniejszych danych takie ogrody posiadało 18 mieszczan (1576 r.), a w związku z tym, że czynsz od niektórych z nich był wyższy niż od l łanu ziemi, można domyślać się znaczniejszego obszaru takiego ogrodu.
Oprócz tego mieszczanie otrzymali wolne pastwiska między drogą na Dziarny i Radomno, ponadto mały staw przy sołeckim do ich wykorzystania oraz dwa łany przy łąkach wzdłuż Drwęcy, z których na świętego Marcina mieli dawać zakonowi pół grzywny czynszu.
W 1333 r. potwierdzono Iławie nadanie 40 łanów (nadanych między 1317 a 1329 r.), z których sołtys zakupił 6 a pleban otrzymał 5 łanów, pozostałe były to łany czynszowe („gut vor der stat”) należące do poszczególnych mieszczan. Od 1333 r. do miasta należała również Nowa Wieś, która została lokowana jeszcze w 1325 r. na 40 łanach na prawie chełmińskim. Wówczas sołtysem jej został Konrad von Yrankinhayn. Po przydzieleniu jej Iławie chłopi odrabiali szarwark i płacili podatki, prócz niektórych oddawanych zakonowi, mieszczanom iławskim. Wkrótce obszar posiadłości miejskich został jeszcze powiększony o następne 12 łanów (1338), na których znajdował się np. chroniony las, i wreszcie w 1404 r. o nieznanej wielkości obszar moczarów. W sumie daje to nam 54 łany czynszowe, 40 łanów wiejskich oraz nieznane w rozmiarach wolności miejskie, moczary i pastwiska. Ogółem posiadłości te musiały wynosić ponad 200 łanów, skoro w 1663 r. wykazano 242 łany, a w międzyczasie doszedł przypuszczalnie tylko nieznanej wielkości ostrów (1614 r.). Takie nadania przy spokojnych czasach, bez wojen i zaraz, powinny miastu i mieszczanom przynosić niezłe dochody, było jednak inaczej, z tych powodów oraz innych, jak wyzysk dzierżawców i zagarnianie obszarów miejskich, m.in. Nowej Wsi.

## XV-XIX w.
W połowie XV wieku Iława wraz z innymi miastami zakonnymi stanęła po stronie Związku Pruskiego, który skierowany był przeciwko Krzyżakom. Przyczyną tego była bezlitosna polityka krzyżacka. Po klęsce polskich wojsk pod Chojnicami 18 września 1454 miasto zmuszone było wrócić na stronę krzyżacką. II pokój toruński zostawił Iławę przy zakonie. Na początku 1520 miasto przeszło na krótko pod panowanie polskie, jednak 30 września 1520 mieszkańcy opowiadający się po stronie zakonu zdradzili, przez co miasto ponownie zdobyły wojska krzyżackie.
Po podpisaniu II pokoju toruńskiego w 1466 roku Iława pozostała w granicach Prus Zakonnych, będących lennem króla Polski. Po zawarciu traktatu krakowskiego z zakonem (1525) Iława znalazła się w Prusach Książęcych, które pozostawały lennem I Rzeczypospolitej aż do podpisania traktatów welawsko-bydgoskich w 1657 roku. Podczas wojny polsko-szwedzkiej o ujście Wisły, mimo obrony przez kompanię kapitana Jakoba Morssa, miasto w 1628 roku zostało opanowane przez wojska szwedzkie. Od 1657 roku miasto znalazło się granicach niezależnych już Prus Książęcych, które w 1701 roku wraz z Brandenburgią utworzyły Królestwo Prus.
Od połowy XVI do połowy XVII wieku liczba ludności miasta nie przekraczała 600 osób. Wiek XVII to głównie liczne spory ze starostami oraz walka z częstymi pożarami (np. wielki pożar z 1706, który przetrwał tylko kościół Przemienienia Pańskiego oraz nieliczne domy). Wiele zniszczeń przyniosły także wojny polsko-szwedzkie i napoleońskie oraz wojna siedmioletnia. Rozbiory Polski nie spowodowały żadnych zmian w sytuacji politycznej Iławy, która już dużo wcześniej była w granicach Prus.
XVIII i XIX wiek były dla miasta okresem szybkiego rozwoju. Miasto leżało przy szlaku handlowym z Gdańska do Warszawy oraz do Grudziądza i Malborka, więc napływać zaczęli do niego liczni osadnicy. Znaczący wzrost liczby ludności oraz ożywienie gospodarcze pojawiły się po otwarciu połączenia kolejowego z Toruniem, Ostródą, Malborkiem, Mławą i Brodnicą oraz wybudowaniu bitych dróg do Susza, Lubawy, Zalewa i Ostródy. Sprzyjało temu także otwarcie w 1860 odgałęzienia Kanału Elbląskiego. Dzięki przekształceniu miasta w ważny węzeł komunikacyjny, Iława zaczęła się stopniowo rozrastać.

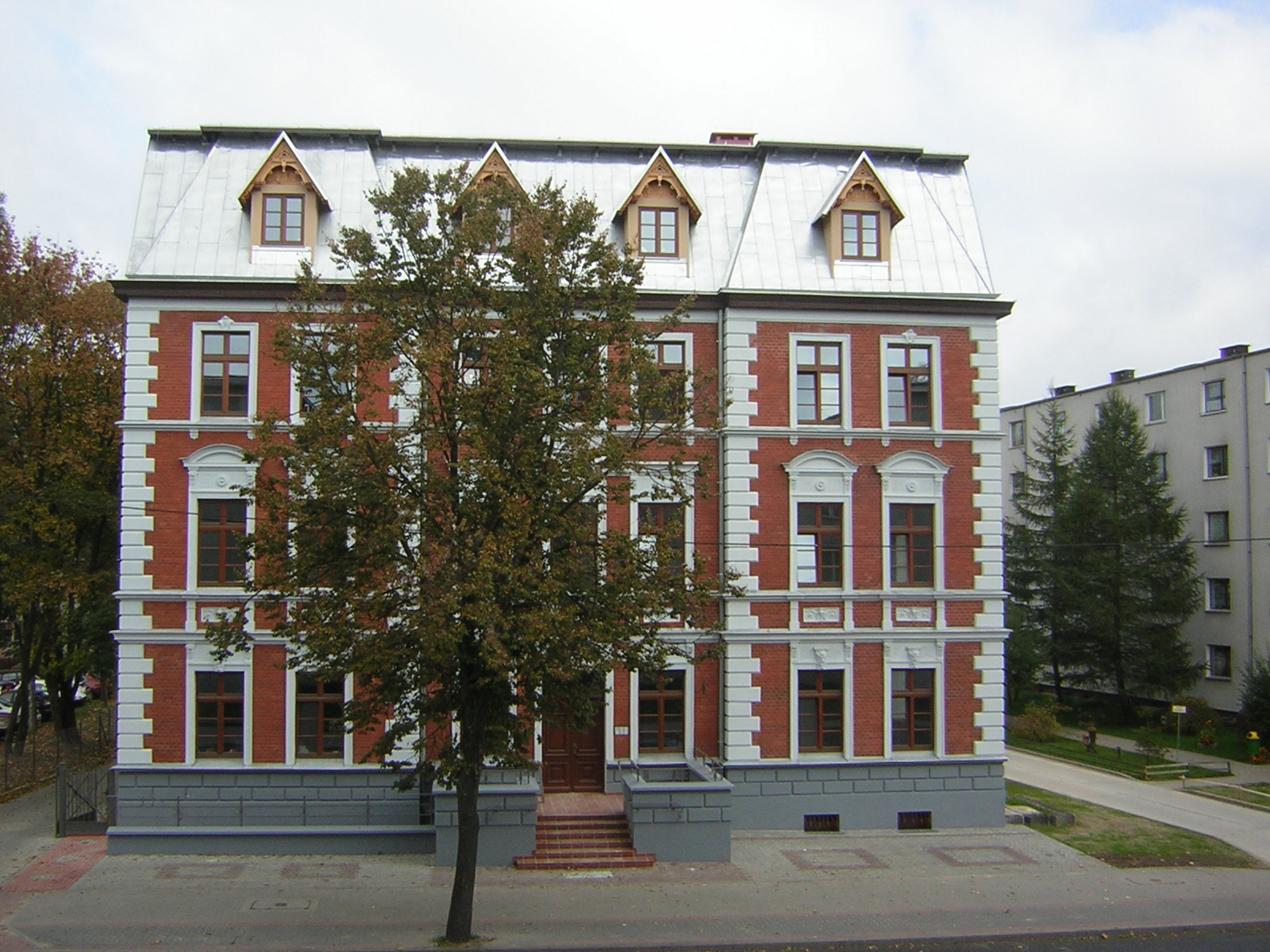
Dawny budynek policji

| Rozwój przestrzenny i ludności Iławy w XIX w. i pocz. XX w. | Rozwój przestrzenny i ludności Iławy w XIX w. i pocz. XX w. | Rozwój przestrzenny i ludności Iławy w XIX w. i pocz. XX w. | Rozwój przestrzenny i ludności Iławy w XIX w. i pocz. XX w. | Rozwój przestrzenny i ludności Iławy w XIX w. i pocz. XX w. |
| ----------------------------------------------------------- | ----------------------------------------------------------- | ----------------------------------------------------------- | ----------------------------------------------------------- | ----------------------------------------------------------- |
| Lata                                                        | Obszar admi- nistr. w ha                                    | Liczba domów                                                | Liczba mieszkańców                                          | Na 1 dom mieszk.                                            |
| 1809                                                        | –                                                           | 160                                                         | 1158                                                        | 7,2                                                         |
| 1828                                                        | –                                                           | 161                                                         | 1739                                                        | 10                                                          |
| 1840                                                        | –                                                           | 167                                                         | 2115                                                        | 12,6                                                        |
| 1852                                                        | –                                                           | 189                                                         | 2297                                                        | 12,2                                                        |
| 1861                                                        | –                                                           | 198                                                         | 2625                                                        | 13,2                                                        |
| 1864                                                        | 1982                                                        | 212                                                         | 2912                                                        | 13,7                                                        |
| 1871                                                        | 2002                                                        | 233                                                         | 3459                                                        | 14,8                                                        |
| 1885                                                        | 2165                                                        | 321                                                         | 4570                                                        | 14,2                                                        |
| 1905                                                        | 2206                                                        | 591                                                         | 9531                                                        | 16,1                                                        |

## Początek XX wieku

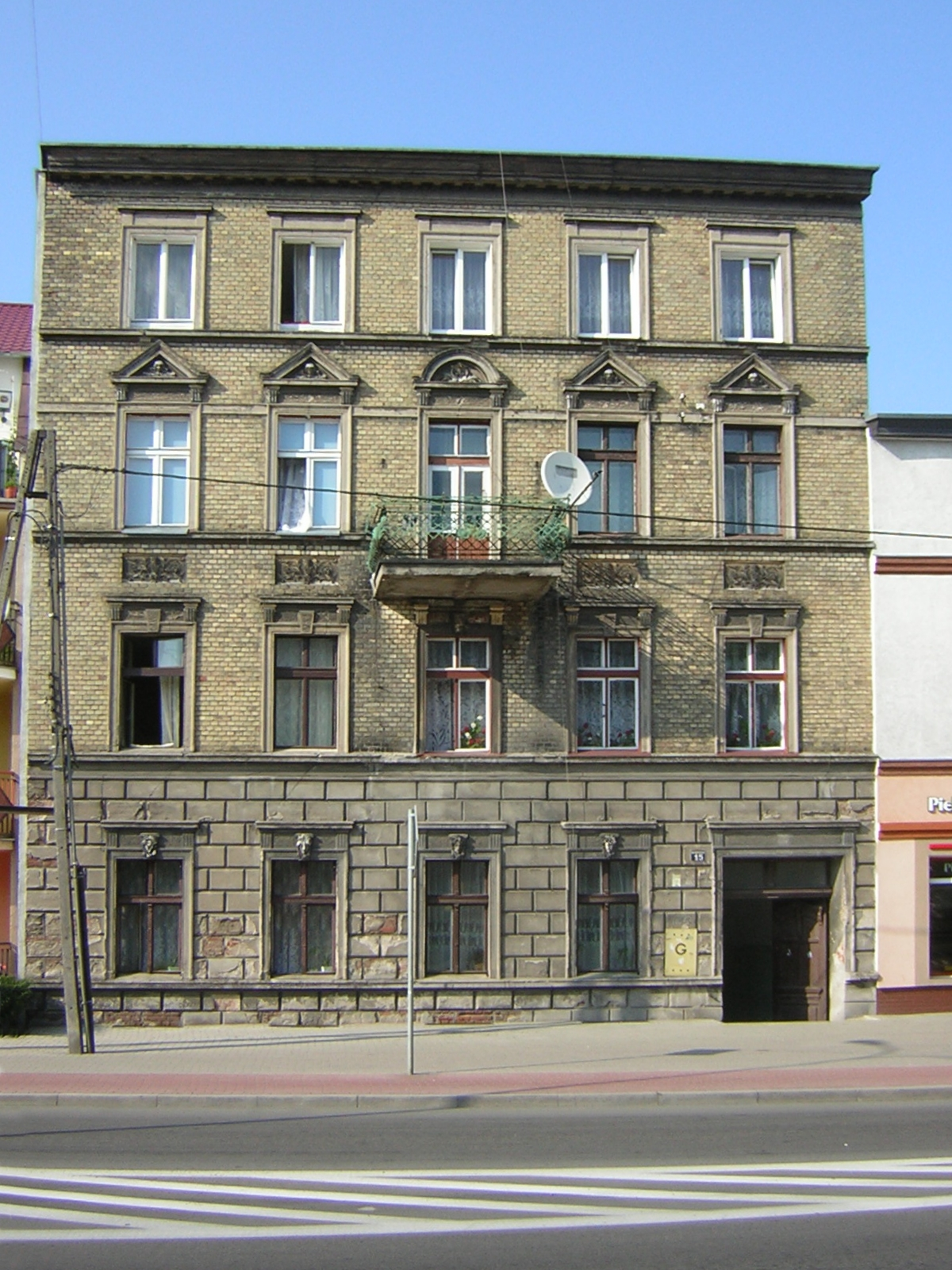
Neorenesansowa kamienica przy ul. Kościuszki 15 w Iławie, wpisana w rejestr zabytków 18 marca 1987 r.

Początek XX wieku był okresem dalszego rozwoju: wybudowano gazownię (1901), wodociągi miejskie (1903) i ratusz (1912). Po I wojnie światowej zgodnie z jednym z postanowień traktatu wersalskiego 11 lipca 1920 na Warmii i Mazurach odbył się plebiscyt, decydujący o przynależności Iławy do Niemiec. Za przynależnością do Polski opowiedziało się tylko 5% głosujących. Była to porażka strony polskiej. Tuż przed II wojną światową wdrażano program robót publicznych, który w znacznym stopniu zmniejszył bezrobocie. Dzięki temu popularność w mieście zdobyła nazistowska partia NSDAP.

## II wojna światowa
Gdy wybuchła II wojna światowa Iława liczyła 13 000 mieszkańców. W czasie jej trwania w okolicy dzisiejszego parku obok głównego dworca PKP mieścił się obóz pracy oraz obóz karny dla więźniów ze Sztumu, a po zdobyciu przez Rosjan obóz jeniecki. Na terenie miasta nie toczono głównych walk, jednak w styczniu 1945 wojska radzieckie 2 frontu białoruskiego, zmierzające w kierunku Niemiec, wkroczyły na krótko do Iławy. 22 stycznia Armia Czerwona zajęła niemal doszczętnie zniszczone i wyludnione miasto. Po przejściu pierwszej linii frontu, do miasta wkroczyły tyłowe jednostki radzieckie, w których dominowali żołnierze z Dalekiego Wschodu. Plądrowały one i podpalały wszystko, co stanęło im na drodze, skutkiem czego było zniszczenie miasta w 75%.

## Lata powojenne

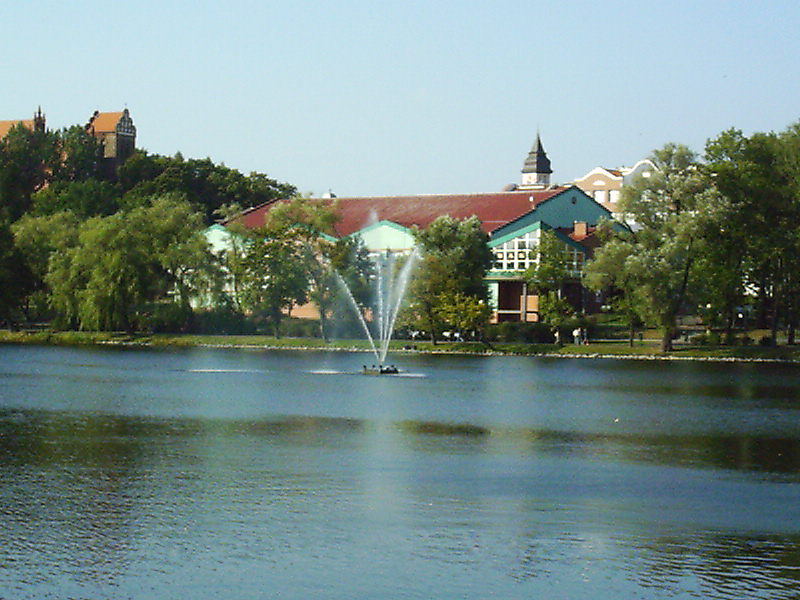
Jeziorak. W tle hala sportowo-widowiskowa, kościół Przemienienia Pańskiego, Szkoła Podstawowa nr 3 oraz wieża ratusza

W 1945 r. Iławę przyłączono do Polski. Niemiecką ludność miasta wysiedlono. Pierwszym Przewodniczącym Miejskiej Rady Narodowej został Ludwik Krzyżak. Funkcję swą sprawował do roku 1950, gdy nowym Przewodniczącym został Bolesław Zubek. W kolejnych latach funkcję tę sprawowali Adam Dzierżawski i Jerzy Fajkowski. Funkcję swą sprawował do roku 1956, gdy za działalność niezgodną z linią ówczesnej władzy partyjnej został bezpodstawnie oskarżony i po procesie osadzony w więzieniu w Olsztynie.
W 1966 roku została oddana do użytku Szkoła Podstawowa nr 3, która od niedawna nosi imię polskich olimpijczyków. W latach 70. XX wieku w Iławie rozpoczął się czas inwestycji – budowano osiedla mieszkaniowe, nowe centrum (przy ulicy Sobieskiego), oddano do użytku kotłownię miejską. Prace rozpoczęte w latach 70. kontynuowano w następnym dziesięcioleciu. Zmiany ustrojowe, do których doszło w latach 90. wywarły ogromny wpływ na życie gospodarcze i kulturalne miasta i jego mieszkańców.

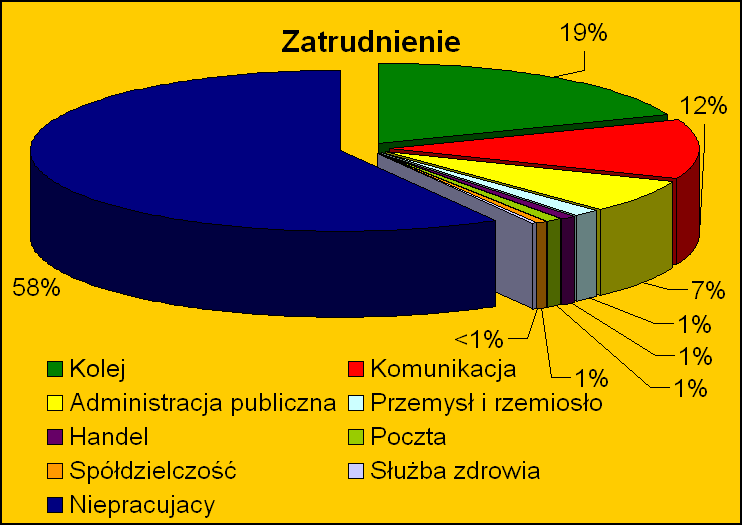
Diagram, przedstawiający zatrudnienie mieszkańców Iławy w 1948

| zatrudnienie mieszkańców Iławy (stan na 2 listopada 1948 r.) | zatrudnienie mieszkańców Iławy (stan na 2 listopada 1948 r.) |
| ------------------------------------------------------------ | ------------------------------------------------------------ |
| Kolej                                                        | 981                                                          |
| Komunikacja                                                  | 620                                                          |
| Administracja publiczna                                      | 337                                                          |
| Przemysł i rzemiosło                                         | 67                                                           |
| Handel                                                       | 46                                                           |
| Poczta                                                       | 36                                                           |
| Spółdzielczość                                               | 27                                                           |
| Służba zdrowia                                               | 17                                                           |

## Przynależność państwowa
Od uzyskania praw miejskich Iława znajdowała się pod panowaniem następujących państw:
- 1305-1466 –  państwo zakonu krzyżackiego
- 1466-1525 –  Prusy Zakonne, lenno  Korony Królestwa Polskiego
- 1525-1618 –  Prusy Książęce, lenno  Korony Królestwa Polskiego
- 1618-1657 –  Brandenburgia-Prusy, lenno  Korony Królestwa Polskiego
- 1657-1701 –  Brandenburgia-Prusy
- 1701-1867 –  Królestwo Prus
- 1867-1871 –  Związek Północnoniemiecki,  Królestwo Prus
- 1871-1878 –  Rzesza Niemiecka,  Królestwo Prus
- 1878-1919 –  Rzesza Niemiecka,  Królestwo Prus
- 1919-1933 –  Rzesza Niemiecka
- 1933-1935 –  [a] Rzesza Niemiecka
- 1935-1938 –  Rzesza Niemiecka
- 1938-1945 –  Rzesza Wielkoniemiecka[b]
- 1945-1952 –  Rzeczpospolita Polska
- 1952-1989 –  Polska Rzeczpospolita Ludowa
- od 1989 –  Rzeczpospolita Polska

## Populacja

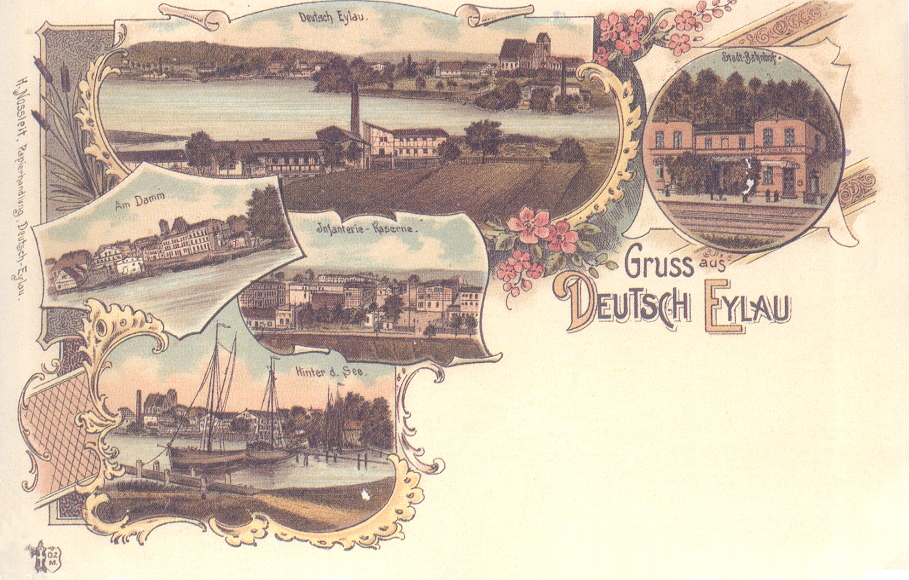
1905 rok. „Pozdrowienia z Iławy!”, Panorama miasta z widokiem na Kościół, jezioro Jeziorak, Dworzec „Iława Miasto”, Koszary, Przystań

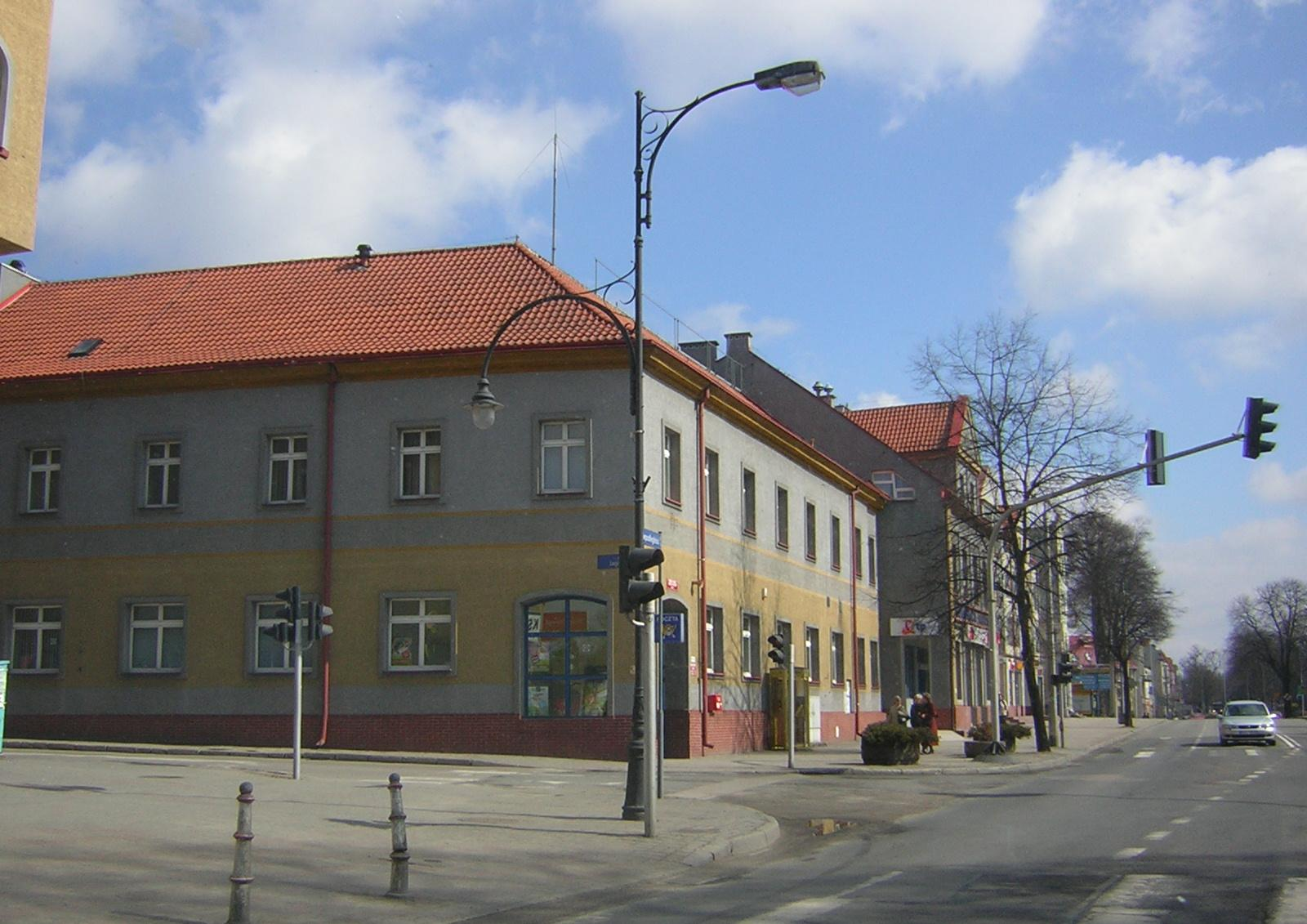
Budynek poczty

| rok  | ludność |
| ---- | ------- |
| 1540 | 450     |
| 1576 | 410     |
| 1618 | 390     |
| 1624 | 350     |
| 1740 | 586     |
| 1767 | 801     |
| 1770 | 924     |
| 1780 | 986     |
| 1782 | 908     |
| 1795 | 1202    |
| 1809 | 1318    |
| 1864 | 2500    |
| 1910 | 7086    |
| 1920 | 11 677  |
| 1933 | 12 836  |
| 1939 | 12 772  |
| 1945 | 1 133   |
| 1946 | 2 259   |
| 1947 | 4 620   |
| 1948 | 5 124   |
| 1960 | 12 029  |
| 1965 | 14 555  |
| 1970 | 16 912  |
| 1978 | 21 604  |
| 1980 | 22 481  |
| 1985 | 27 764  |
| 1990 | 32 086  |
| 1998 | 33 750  |
| 2004 | 32 491  |
| 2006 | 33 912  |